# Bohnice
Bohnice – część Pragi leżąca w dzielnicy Praga 8, na prawym brzegu Wełtawy. W 2008 zamieszkiwało ją 18 490 mieszkańców.
Wszystkie ulice w nowej, południowej części Bohnic, zbudowanej w latach 70. XX wieku, noszą nazwy polskich miast (np. Bydhoštská), rzek (np. Notečská) i krain historycznych (np. Pomořanská). Dwie ulice, które za patronów miały polskich komunistów (Rokossowskiego i Marchlewskiego), po przemianach ustrojowych zostały przemianowane na Hnězdenską i Těšínską.